# Inferno (álbum de Lacrimosa)
Inferno es el cuarto álbum de estudio de la banda alemana de metal gótico Lacrimosa, y el primer disco tras la incorporación de Anne Nurmi. En Inferno, el nombre del disco referencia a un campo de flores, en el cual la banda cambia mucho su estilo, incorporando guitarras más pesadas y baterías más contundentes. También es la primera vez que la banda registra canciones en inglés.

## Canciones
1. "Intro: Lacrimosa theme (Impressionen)" - Intro del tema de Lacrimosa (impresiones)
2. "Kabinett der Sinne" - Gabinete de los recuerdos
3. "Versiegelt Glanzumströmt" - Encerrado por el brillo de la luz
4. "No blind Eyes can see" - Ningún ojo ciego puede ver
5. "Schakal" - Chacal
6. "Vermachtnis der Sonne" - Legado del sol
7. "Copycat" - Imitadora
8. "Der Kelch des Lebens" - El Cáliz de la vida
9. "fin"

## Schakal
Es el segundo sencillo de la banda, extraído de este álbum. Las canciones que incluye son:
1. "Schakal (edit version)"
2. "Schakal (piano version)"
3. "Vermächtnis der Sonne (akustik version)"
4. "Seele in Not (metus mix)"